# Escuela Normal Superior de Lyon
La Escuela Normal Superior de Lyon (en francés: École normale supérieure de Lyon, también conocida como Normale Sup' Lyon) es una de las Escuelas Normales Superiores (ENS) existentes en Francia, cuyo campus principal está situado en Lyon. Se reorganizó el 1 de enero de 2010 a partir de la fusión entre la ENS de Lyon (Ciencias) y la ENS de Fontenay-Saint-Cloud (Letras y Ciencias Humanas). Las ENS forman parte de las grandes escuelas francesas, bajo la tutela del Ministerio de Enseñanza Superior e Investigación, y figuran entre las más prestigiosas escuelas superiores de Europa.

## La Escuela

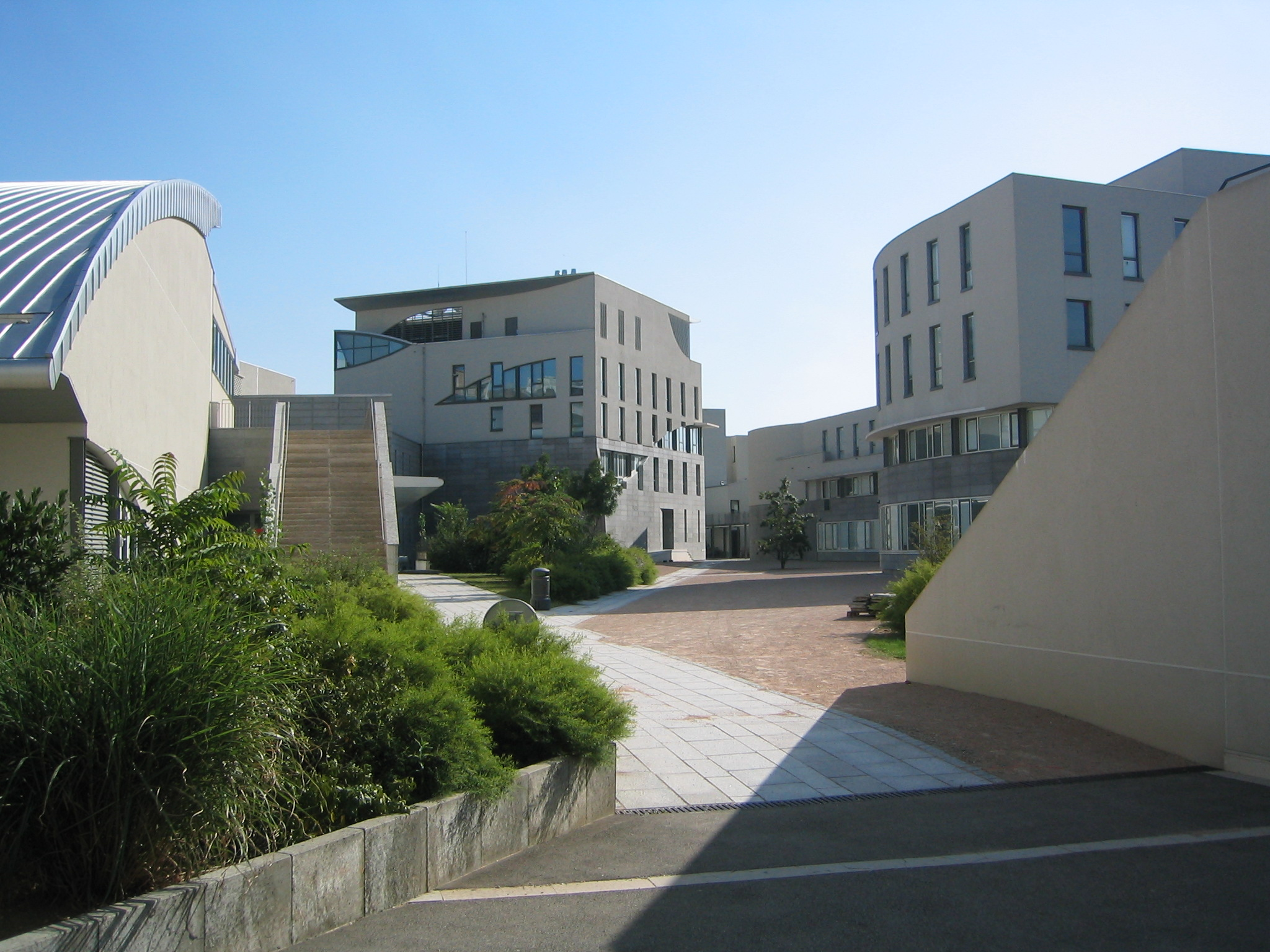
El campus « Descartes », para las humanidades.

Fundada a finales del siglo XIX para preparar a los profesores de instituto, hoy en día forma a futuros investigadores, profesores de universidad, funcionarios de alto rango, así como a líderes políticos y empresariales. Se centra en la relación entre preparación e investigación, con énfasis en la libertad de currículum.
Aparte de la Escuela Normal Superior de Lyon, se han establecido otras dos escuelas normales superiores, con objetivos similares:
- Escuela Normal Superior de París (ciencias y humanidades).
- Escuela Normal Superior de Cachan (ciencia pura y aplicada, sociología, economía y gerencia e idioma inglés).

Como en muchas otras grandes écoles, las ENS admiten principalmente a sus alumnos dos o tres años después del instituto; la mayoría proceden de las prépas (clases preparatorias) y para acceder a las ENS deben presentarse a unas de las oposiciones más exigentes de Francia. Los estudios en las ENS duran cuatro años. Muchos dedican su tercer año a la agrégation, que les permite enseñar en institutos y universidades. Cada año ingresan a la ENS de Lyon unos 100 estudiantes de ciencias y otros tantos de humanidades.

## Losnormaliens
Los normaliens, como se conoce a los estudiantes de las ENS, mantienen un nivel de excelencia en las varias disciplinas en las que son preparados. Los normaliens de Francia y otros países de la Unión Europea son considerados funcionarios del Estado, y como tales reciben un salario mensual durante 4 años. En cambio deben dedicarse a servir los intereses de Francia durante 6 años más. Aunque rara vez se lleva a cabo, esta cláusula de exclusividad es revocable mediante pago (normalmente por la firma contratante del interesado).